# 上山市総合子どもセンターめんごりあ
上山市総合子どもセンターめんごりあ（かみのやましそうごうこどもセンターめんごりあ）は、山形県上山市にある子育て支援、屋内児童遊戯施設、遊び場。
株式会社東京ドームが指定管理者となっている。

## 概要
上山市二日町の「二日町プラザ」1階にある子育て支援、児童遊戯施設である。上山市の子育て支援の拠点施設となっており、小学生以下の子どもとその保護者が利用できる。
施設名の「めんごりあ」は、山形弁の「めんごい（かわいい）」と「エリア」をかけあわせ考案された。
自由来館型で「学べる・遊べる・くつろげる」をコンセプトとし、、親と子、子ども同士、保護者同士の交流の場としての役割も果たしている。
主に以下の機能を目的とした施設である。
- 親子で楽しく遊べる・学べる（こどもの成長にあわせた遊び場エリア等）
- 子育ての仲間づくり（子育てサークルの活動）ができる
- 子育てに関する相談ができる
- 親子で楽しめるイベントを実施する

- 子育て支援サービス（ファミリー・サポート・センター（子育て援助活動支援事業）、ことばの教室、一時預かり保育）

利用料金は無料、予約不要。
全て屋内施設となっており、屋内遊技場（0～2さいあそびば、3さい～あそびば）を備えている。また、自販機が設置され小休憩が可能な「交流エリア」、ぬり絵や読み聞かせができる「学びのひろば」、部屋の壁で自由にお絵かきができる「キッズアトリエ」、保護者同士の交流等で利用できる「サークル活動ルーム」がある。
「一時預かりルーム」を設置。事前予約制であるが、利用目的や居住市町村を問わず、子どもを一時的に預けることができる。ただし、一時預かり保育については、1時間500円の有料事業である（2023年9月現在）。
無料Wi-Fi、子ども衣類等の無償配布「おさがりボックス」が設置されている。

## 沿革
- 2009年（平成21年）：旧にし保育園（松山地区）の建物を活用し開館
- 2018年（平成30年）5月12日 ：二日町プラザのグランドオープンとともに松山地区から移転、開館。
- 2020年（令和2年）7月：令和2年7月豪雨により浸水被害を受ける。修復工事のため長期休業に入る。
- 2020年（令和2年）9月：二日町プラザの2階に代替施設として「プチめんごりあ」を開設。
- 2020年（令和2年）10月15日：営業再開。代替施設のプチめんごりあは閉鎖。
- 2025年（令和7年）8月12日：二日町プラザ内への移転から来館者50万人に達する。[5]

## 利用時間・休館日
- 利用時間
  - 午前9時 - 午後5時
- 休館日
  - 毎月第2・第4水曜日
  - 1月1日

## アクセス
- 車
  - 東北中央自動車道山形上山ICから10分
  - 東北中央自動車道かみのやま温泉ICから10分

　※駐車場：二日町プラザの立体駐車場を利用（3時間まで無料）
- 電車
  - JR奥羽本線・かみのやま温泉駅より徒歩5分
- バス
  - 路線バス：山交バス、山形 - 高松葉山線バス停「めんごりあ角」から徒歩1分
  - 市営バス：バス停「めんごりあ前」からすぐ

## 周辺
- 山形銀行上山支店
- 十日町商店街

など

## 近隣の子ども遊び場
- 上山市民公園
- 上山城月岡公園
- リナワールド
- エネルギー回収施設（川口）こどもふれあい広場
- 山形市：シェルターインクルーシブプレイス コパル
- 山形市：べにっこひろば
- 天童市：天童市子育て未来館 げんキッズ
- 東根市：さくらんぼタントクルセンター
- 寒河江市：CLAAPIN SAGAE（道の駅寒河江併設）
- 南陽市：屋外遊技場 ドリームランド（南陽市民体育館）
- 高畠町：屋内遊戯場 もっくる
- 長井市：遊びと学びの交流施設 くるんと
- 米沢市：屋内遊戯施設 くても